# 楯山村
楯山村（たてやまむら）は、かつて山形県東村山郡にあった村。

## 沿革
- 1889年（明治22年）4月1日 - 町村制施行に伴い、東村山郡風間村・十文字村・青野村・青柳村の区域をもって楯山村が発足。
- 1954年（昭和29年）10月1日 - 山形市に編入。同日楯山村廃止。